# Tomás Darío Gutiérrez
Tomás Darío Gutiérrez Hinojosa (Becerril, Cesar, 9 de diciembre de 1953) es un abogado, poeta, historiador, escritor, folclorista, ambientalista, catedrático, enamorado y compositor colombiano.
Ha sido de los principales historiadores del Cesar encargados de recopilar y mantener la Historia de Colombia en la región Caribe, en especial la Historia de Valledupar, la historia del departamento del Cesar y la cultura en torno al folclor vallenato en la región del Magdalena Grande. También ha realizado publicaciones en temas de derecho.
Gutiérrez ha sido firme defensor y organizador del Festival de la Leyenda Vallenata en Valledupar desde su creación.

## Familia
Tomás Darío es hijo de Mikaela Hinojosa Orozco y Sixto Gutiérrez Daza, ambos originarios de la población de La Junta, San Juan del Cesar, La Guajira. Nació en el municipio colombiano de Becerril, Cesar el 9 de diciembre de 1953.
Gutiérrez contrajo matrimonio con Mayle Parodi Movilla con quien tuvo tres hijos; Tomás Darío, Yosama y Naimara Gutiérrez Parodi.
Gutiérrez es pariente y coterráneo del fallecido cantante del Binomio de Oro, Rafael Orozco Maestre. El hermano de su abuela, Luís Beltrán Gutiérrez fue quien le enseñó a ejecutar el acordeón a Lorenzo Morales.

## Estudios
Estudió el bachillerato en el colegio Ateneo El Rosario en Valledupar. Luego estudió derecho entre 1973 y 1977 en la Universidad del Atlántico en Barranquilla, donde se graduó como abogado y luego se especializó en Derecho Penal. Luego obtuvo otra Especialización Derecho Administrativo en la Universidad Santo Tomás, sede Bucaramanga en 1999. Adquirió un Doctorado en Ciencias Jurídicas de la Universidad  del  Zulia en Venezuela. En el 2002 recibió un Diplomado en Docencia Universitaria en la Extensión de la Universidad Antonio Nariño.

## Trayectoria
En 1974, Gutiérrez fue el fundador del Festival de la Paletilla, el cual se lleva a cabo en el municipio de Becerril, Cesar desde entonces. Igualmente, en 1980 fundó el Festival de la Sierra Nevada, que se realiza en el corregimiento de Atanquez (zona rural de Valledupar).
Se ha desempeñado como Director Departamental de Turismo del Cesar y fue Fundador del Foro Folclórico en Valledupar. Además fue gestor del Ecoparque Los Besotes sobre la Sierra Nevada de Santa Marta, al norte de Valledupar.
Gutiérrez ha sido concejal de Valledupar, compositor de música vallenata y folclorista en la región del Cesar y La Guajira. Además ha sido ambientalista, defensor de la preservación de la biodiversidad en esta región, en especial de los ríos Cesar y Guatapurí y los bosques de la Sierra Nevada de Santa Marta.
Sus estudios de historia se han enfocado en la cultura alrededor del vallenato, aplicando elementos de la etnología, la historia, la sociología y la antropología.
Concejal de Valledupar (1992-1994)
En 1994 por petición de la Junta de Acción Comunal al concejal de Valledupar, Tomás Darío Gutiérrez. fue presentado un proyecto al concejo de Valledupar, luego aprobado por el alcalde Rodolfo Campo Soto, que elevó el caserío de El Perro a la categoría de corregimiento bajo Acuerdo Municipal 005 del 9 de marzo de 1994.

## Publicaciones
Publicaciones de Tomás Darío Gutiérrez:
Libros publicados
- Gutiérrez Hinojosa, Tomás Darío (1992). Cultura vallenata: origen, teoría y pruebas (1. ed edición). Bogotá: Plaza & Janés. ISBN 9581402284.[7][10]
- Gutiérrez Hinojosa, Tomás Darío (2000). Valledupar: música de una historia. Santafe de Bogotá: Grijalbo. ISBN 9586391760.
- Gutiérrez Hinojosa, Tomás Darío (2002). Etnomúsica de la Sierra Nevada. Colombia.
- Gutiérrez Hinojosa, Tomás Darío; Martínez Urbanes, Simón; Sánchez, Hugues; Suarez Aramendiz, Miguel Antonio; Zapata Ríos, Blanca; Alvarez Lea, Katia (2006). Becerril y el prócer desconocido del Caribe colombiano. Colombia: Editorial Gente Nueva Ltda. p. 365 - 390.
- Gutiérrez Hinojosa, Tomás Darío (2008). Guía ilustrada de plantas destacadas del santurario de vida Los Besotes. Colombia: Panamericana, Formas e Impresos, S.A. ISBN 9781934151280.

Artículos especializados
- Gutiérrez Hinojosa, Tomás Darío (2012). «La explicación científica en criminalogía». Departamento de Publicaciones: 127 - 153.
- Gutiérrez Hinojosa, Tomás Darío (2006). «Los primeros embajadores del vallenato». Festival De La Leyenda Vallenata: 76 - 81.
- Gutiérrez Hinojosa, Tomás Darío (2006). «Parranda Vallenata». Revista Vive Colombia: 72 - 79.

Investigación
- Gutiérrez Hinojosa, Tomás Darío (1993). Ecoparque los Besotes - Conservación e investigación científica de fauna y flora.

## Composiciones
Las siguientes han sido composiciones de la autoría de Tomás Darío Gutiérrez:
| Canción                  | Nota |
| ------------------------ | --- |
| Mis dos tierras:         | Inédita. |
| Bendita sean las mujeres | - Grabada por el cantante Daniel Celedón y el acordeonero Ismael Rudas de "El Doble Poder" en el álbum Amigo mío. |
| Necesito de ti           | - Grabada por el cantante Rafael Orozco Maestre y el acordeonero Israel Romero del "Binomio de Oro" en el álbum Por lo alto en 1976. |
| Campana                  | - Grabada por el cantante Rafael Orozco Maestre y el acordeonero Israel Romero del "Binomio de Oro" en el álbum Los elegidos en 1977. |
| Tú y el mar              | - Grabada por el cantante Rafael Orozco Maestre y el acordeonero Israel Romero del "Binomio de Oro" en el álbum SuperVallenato en 1979. - Grabada por Silvio Brito y Orangel "el pangue" Maestre en el álbum Dominando el panorama en 1979.                                                              |
| El invierno              | - Grabada por el cantante Silvio Brito y el acordeón de Orangel "el pangue" Maestre en el álbum Los consentidos en 1981. |
| Voz de acordeones        | - Grabada por el Rafael Orozco Maestre y el acordeonero Israel Romero del "Binomio de Oro" en el álbum Clase aparte en 1980. - Este mismo año la canción fue también ganadora de la categoría "Rey de la Canción Inédita" del Festival de la Leyenda Vallenata, interpretada en ritmo paseo (vallenato). |
| La Tumba y la Rosa       | Es poesía y canción vallenata. |
| La pata paría            | |
| Adiós primer amor        | - Grabada por el cantante Freddy Peralta y el acordeonero Poncho López. |
| Lindo abril              | - Grabada por el cantante Pablo Atuesta. - Grabada por el cantante Poncho Zuleta y el acordeonero Emilianito Zuleta, "Los Hermanos Zuleta". |
| La retirada              | - Grabada por Pablo Atuesta |
| Horizontes               | - Grabada por el cantante Silvio Brito y el acordeón del Pangue Maestre. |
| Besos                    | - Grabada por "El Cachaco" Jiménez. Grabada también por Silvio Brito. |

## Honores
Gutiérrez ha recibido los siguientes reconocimientos:
- Rey de la Canción Inédita del Festival Vallenato (1980).
- Pergamino al Mérito Universitario, otorgado por Universidad Simón Bolívar (1992).
- Orden de la democracia, otorgada por Cámara de Representantes de Colombia (1993).
- Pergamino de Honor en reconocimiento a la Labor Investigativa dado por la Asociación Regional de Medicina Cesar-Guajira (1993).
- Designado Embajador del Medio Ambiente por la Organización de las Naciones Unidas (ONU) y la República de Colombia (2008).
- Título de doctor Honoris Causa en Arte y Patrimonio Cultural otorgado por Universidad Simón Bolívar por el "gran aporte que han hecho los artistas al folclor y a la cultura de la Región Caribe" (2016).[13] La distinción fue entregada a Gutiérrez junto a Emiliano Zuleta Díaz y Poncho Zuleta.